# 오클리
오클리(Oakley, Inc.)는 미국 캘리포니아주 푸실랜치에 본사를 두고 있는 스포츠 장비 제작 회사로, 주생산 제품은 선글라스, 스키/스노보드 고글, 시계, 의류, 백팩, 신발 등이다.